# Meromacrus milesia
Meromacrus milesia är en tvåvingeart som beskrevs av Hull 1942. Meromacrus milesia ingår i släktet Meromacrus och familjen blomflugor.
Artens utbredningsområde är Franska Guyana. Inga underarter finns listade i Catalogue of Life.